# Худи Кот
Худи Кот (словен. Hudi Kot) је насељено место у општини Рибница на Похорју, Корушка регија, Словенија.

## Историја
До територијалне реорганизације у Словенији био је у саставу старе општине Радље об Драви.

## Становништво
У попису становништва из 2011. године, Худи Кот је имао 251 становника.
| Број становника према пописима | Број становника према пописима | Број становника према пописима |
| ------------------------------ | ------------------------------ | ------------------------------ |
| 1991                           | 2002                           | 2011                           |
| 320                            | 268                            | 251                            |

## Галерија
- Рибнишко језеро
- Рибнишка коча, панорама